# Enaam Elgretly
Enaam Elgretly, ou Inaam El Gretly, en arabe : انعام الجريتلي, née le 6 novembre 1944 au Caire, en Égypte, est une actrice du cinéma égyptien.

## Éléments biographiques
Née en 1944, elle est diplômée d'une formation comme comédienne en 1966, puis travaille au théâtre, puis au cinéma et dans des séries télés. Elle est également réalisatrice pour des séries pour enfants.

## Filmographie
La filmographie d'Enaam Elgretly comprend les films suivants :
- 2009 : The Criminal
- 2007 : Ragel Wa Sitt Settat (Série télé)
- 2004 : Shabab Take Away
- 1994 : El-Bahr Bi-Yedhak Ley
- 1993 : Taamiya Bilshatta